# Les Coordonnées de la mort
Pour plus de détails, voir Fiche technique et Distribution.
Les Coordonnées de la mort (en russe : Координаты смерти, Koordinaty smerti) est un film réalisé en 1985 par le réalisateur soviétique Samvel Gasparov et le réalisateur vietnamien Nguyen Xuan Chan et coécrit par Aleksandr Lapchine et Hoang Tich Chi. Film de propagande réalisé par deux équipes russes et vietnamiennes (scénaristes, réalisateurs et acteurs).

## Synopsis
Une colonne de communistes vietnamiens cheminant sur la piste Hô Chi Minh est attaquée par des hélicoptères américains. Malgré les pertes, la troupe riposte.
Sapper Fong est de retour d'Union soviétique sur le cargo Chelyabinsk. Le cargo force l'embargo américain mais sera coulé par les F16 américains.
Dans les campagnes, les hélicoptères et les jeeps américains sèment la terreur chez les civils.
Les rescapés de l'équipage russe fraternisent avec les colonnes Viet et parviennent à faire exploser une cible grâce au sacrifice d'un commando mené par Sapper Fong. L'aviation américaine est maintenant stoppée, malgré ses bombardements de villes ; les pilotes rescapés sont amenés à une tribune devant une assemblée cosmopolite de journalistes devant lesquels ils reconnaissent l'iniquité de leurs frappes sur le peuple vietnamien.

## Fiche technique
- Titre français : Les Coordonnées de la mort[1]
- Réalisation : Samvel Gasparov et Xuan Chan Nguyen
- Scénario : Tich Chi Hoang et Aleksandr Lapchine
- Musique originale : Evgueni Krylatov
- Photographie : Thu Dan et Sergueï Filippov
- Montage : Tatiana Malyavina et Thi Ninh Nguyen
- Décors : Duc Dao et Piotr Pachkevitch
- Format : Couleur
- Pays :  Vietnam -  Union soviétique
- Langue : russe

## Distribution
- Aleksandr Galibine : Ilia Kroutine
- Luu Viet Bao Dang  : Fong
- Youri Nazarov : capitaine Choukhov
- Tatiana Lebedeva : Kate Francis
- Van Le : May

## Autour du film
Le film est réalisé en 1985, dans le contexte de la guerre d'Afghanistan et bien après la guerre du Viêt Nam. Il montre la fraternité des peuples colonisés sur le plan humain (fraternisation des héros devant la douleur d'un enfant mort), technique (plans sur le matériel soviétique acheminé, notamment une rangée d'hélicoptères), militaire et idéologique (la réunion dans le QG voit les militaires des deux camps s'appeler "Camarade").
En dehors des deux figures masculines du Russe et du Vietnamien intervient le personnage de Kate Francis qui représente la conscience de l'Amérique : simple observatrice, elle parcourt les campagnes et les villes dévastées par les aviateurs américains, assiste aux drames humains des Vietnamiens et viendra à la tribune de la conférence de presse dénoncer l'ingérence de son pays. Chantant alors un protest song sur un fond d'images de violences de guerre, elle montre que la défaite américaine est née de la reconnaissance de la barbarie de l'attaque américaine dans ses causes et ses procédés. Cette chanson ainsi que certaines parties de la bande son reprennent les films américains sur le sujet (plutôt qu'une musique russe ou vietnamienne). Le film s'achève sur l'auto-accusation des pilotes américains ; le dernier plan montre un enfant emmener sur sa charrette un pilote dont l'avion a été abattu, comme un prisonnier volontaire.